# Nu Persei
Nu Persei (ν Per, ν Persei) è una stella della costellazione di Perseo, distante 556 anni luce circa dalla Terra e di magnitudine apparente 3,78.

## Osservazione
La declinazione di Nu Persei è 42°N, quindi la sua osservazione è molto più facile dalle regioni dell'emisfero boreale terrestre, dove si mostra alta sull'orizzonte nelle sere dell'autunno e dell'inizio dell'inverno, ossia quando Perseo raggiunge il punto più alto sull'orizzonte. Dall'emisfero australe l'osservazione risulta un po' penalizzata e risulta invisibile più a sud della latitudine 48°S.
Il periodo migliore per la sua osservazione cade nei mesi che vanno da settembre a marzo. Nell'emisfero nord è visibile anche per un periodo maggiore, grazie alla declinazione boreale della stella, che diventa circumpolare più a nord della latitudine 48°N.

## Caratteristiche
Nu Persei è una supergigante gialla di tipo spettrale F5Iab, cinque volte più massiccia del Sole, con un raggio 21 volte superiore a quello della nostra stella ed una temperatura superficiale di circa 6900 K. Nata come una calda stella di classe B5 circa 120 milioni di anni fa, ha recentemente terminato l'idrogeno interno nel suo nucleo, come dimostra l'ancora elevata velocità di rotazione, di circa 47 km/s, che le fa compiere un giro su sé stessa in 22 giorni, un tempo minore del periodo di rotazione del Sole. Le stelle nane di classe B hanno infatti alte velocità di rotazione, e l'espansione ancora limitata di Nu Persei non è stata sufficiente a diminuire più di tanto la velocità di rotazione.
Si tratta anche di una stella multipla, in quanto con lo stesso apparente moto nello spazio si trova una stella di dodicesima magnitudine di classe G2 (come il Sole), situata visualmente a 32 secondi d'arco di distanza dalla principale, denominata Nu Persei B (BD+42 815B). La reale distanza della componente B dalla supergigante è di circa 5400 au ed impiega 160000 anni a ruotare attorno al comune centro di massa.
Potrebbe essere parte del sistema anche un'ulteriore stella, denominata Nu Persei E, situata a 7,7" da B, la quale, se fosse veramente legata ad essa, sarebbe probabilmente una nana arancione di classe K8. Da un osservatore posto su un ipotetico pianeta in orbita attorno alla stella di tipo solare, cioè Nu Persei B, la supergigante avrebbe una luminosità pari a una dozzina di lune piene, mentre la componente C sarebbe oltre 10 volte più luminosa di Venere.
Nu Persei C e D invece paiono solamente sulla linea di vista e non sono legate gravitazionalmente al sistema.
L'American Association of Variable Star Observers cataloga la supergigante come sospetta variabile, con la designazione NSV 1261, per una variazione di magnitudine dalla 3,75 alla 3,89 in un arco di tempo non definito. Il database stellare Simbad riporta Nu Persei come variabile RR Lyrae, tuttavia questa classificazione si riferisce probabilmente alla componente E di quattordicesima magnitudine, variabile da 13,42 alla 14,08 in un periodo di 0,837 giorni.